# بيل كيث (شاعر)
بيل كيث (بالإنجليزية: Bill Keith)‏ هو شاعر أمريكي، ولد في 20 يناير 1929، وتوفي في 1 سبتمبر 2004.